# Aleš Maver
Aleš Maver, slovenski politični analitik, zgodovinar, klasični filolog, teolog, publicist, prevajalec in profesor, * 22. avgust 1978, Maribor.

## Življenje in delo
Aleš Maver je maturiral na II. gimnaziji Maribor. Študiral je slovenščino, latinščino in teologijo. Diplomiral je na Filozofski fakulteti Univerze v Ljubljani (diplomski deli Oglej v slovenski zgodovinski povesti in Bog in bogovi pri Arnobiju: Adversus nationes med apologijo in invektivo) ter Teološki fakulteti Univerze v Ljubljani (diplomsko delo Podoba Ogleja in oglejskega patriarhata v slovenski zgodovinski povesti), doktoriral pa na Oddelku za zgodovino ljubljanske filozofske fakultete z disertacijo Politična zgodovina v latinskem krščanskem zgodovinopisju 4. in 5. stoletja. 
Je docent za zgodovino starega veka in lektor za latinščino na Filozofski fakulteti Univerze v Mariboru ter profesor latinščine in teologije pri katedri za zgodovino Cerkve in patrologijo na Teološki fakulteti. Dejaven je tudi kot prevajalec, pisec člankov in kolumnist časopisa Dnevnik ter politični komentator portala Planet Siol.net. Je odgovorni urednik revije Tretji dan in odgovorni urednik ter kolumnist spletnega magazina Časnik.
Njegov opus obsega preko dvesto samostojnih del, prevodov in znanstvenih člankov. Sodeluje tudi pri Zboru za republiko.
Je med avtorji monografije Križanke, ki je leta 2019 prejela priznanje Izidorja Cankarja. 

## Izbrana bibliografija
- Od apologije do zgodovine, Znanstvenoraziskovalni inštitut dr. Franca Kovačiča, Maribor 2011, (COBISS)
- Religiosi et profani principes: Rimski cesarji od Avgusta do Teodozija v latinskem krščanskem zgodovinopisju 4. in 5. stoletja, Zgodovinsko društvo dr. Franca Kovačiča, Maribor 2009, (COBISS)

### Prevodi
- Benedikt XVI., Evropa - kje si: Izzivi prihodnosti, Slomškova založba, Maribor 2006, (COBISS)
- Kurt Koch, Božja cerkev, Slomškova družba, Slomškova založba, Maribor 2010, (COBISS)
- Manfred Lütz, Bog: Kratka zgodovina Največjega, Slomškova družba, Slomškova založba, Maribor 2010, (COBISS)
- Valerij Maksim, Spomina vredna dejanja in besede, Študentska založba Litera, Maribor 2010, (COBISS)
- Janez Vajkard Valvasor, Slava vojvodine Kranjske, Zavod Dežela Kranjska, Ljubljana 2009–2013, (COBISS)
- Janez Vajkard Valvasor, Popolna topografija stare in sodobne nadvojvodine Koroške, Fundacija Janeza Vajkarda Valvasorja pri Slovenski akademiji znanosti in umetnosti, Ljubljana 2013, (COBISS)